# Liste des sites Ramsar en Albanie
Cet article recense les zones humides d'Albanie concernées par la convention de Ramsar.

## Statistiques
L'Albanie a ratifié la convention en 1996. En janvier 2020, elle compte 4 sites Ramsar, couvrant une superficie de 981,81 km2.

## Liste
| Site                                 | Préfecture | Notes | Date            | Superficie (km²) | Altitude (m) | Identifiant Ramsar | Identifiant WDPA | Coordonnées                       | Photo |
| ------------------------------------ | ---------- | --- | --------------- | ---------------- | ------------ | ------------------ | ---------------- | --------------------------------- | ----- |
| Écosystème de la lagune de Karavasta | Fier       | Comprend la lagune de Karavasta (en)                                                                             | 31 octobre 1995 | 200,00           | 0            | 781                | 103547           | 41° 00′ nord, 19° 30′ est         |       |
| Butrint                              | Vlorë      | Comprend le lac de Butrint (en), ainsi que les vestiges romains de Butrint, protégés au patrimoine mondial       | 28 mars 2003    | 135,00           | 0 - 845      | 1290               | 900909           | 39° 49′ 59″ nord, 20° 00′ 00″ est |       |
| Lac de Shkodra et Buna               | Shkodër    | Frontalier du parc national du lac de Skadar, au Monténégro, également site Ramsar                               | 2 février 2006  | 495,62           | 0 - 544      | 1598               | 902855           | 42° 03′ 00″ nord, 19° 28′ 59″ est |       |
| Lacs Prespa albanais (en)            | Korçë      | Frontalier de la Grèce et de la Macédoine du Nord, comprend la partie albanaise du grand et du petit lac Prespa. | 13 juin 2013    | 151,19           | 850 - 2287   | 2151               | 555592564        | 40° 48′ 00″ nord, 20° 57′ 18″ est |       |